# Aslög

Kung Heimer och Aslög såsom August Malmström föreställde sig dem på 1800-talet.

Aslög eller Aslaug, även kallad Kraka, Kráka och Randalin, är i nordisk mytologi dotter till Sigurd Fafnesbane och Brynhild, samt maka till Ragnar Lodbrok. Hon förekommer i Snorres Edda, Völsungasagan och Ragnar Lodbroks saga.

## Legendens Aslög
Aslög är dotter till Sigurd och sköldmön Brynhild, men uppfostras av Brynhilds styvfar, Heimer. Heimer blir vid föräldrarnas död bekymrad över flickans säkerhet, och bygger därför en harpa som är stor nog för henne att gömma sig i. Han lever sedan som en fattig, kringvandrande harpspelare och bär omkring på harpan med Aslög gömd inuti.
De två kommer så småningom till Spangereid på Lindesnes i Norge, där de stannar över natten hos ett par vid namn Åke och Grima. Åke tycker sig ha sett att harpan innehåller värdesaker, och berättar om detta för sin hustru. Grima övertalar honom då att döda Heimer medan denne sover. När de öppnar harpan och istället finner Aslög, så tar de hand om och uppfostrar henne som sin egen, och ger henne namnet Kraka (kråka). För att dölja hennes nobla ursprung tvingar de henne att ständigt vara smutsig och bära smutsiga kläder.
Vid ett tillfälle då hon badar blir hon dock upptäckt av Ragnar Lodbroks mannar, som skickats i land för att baka bröd. Betagna av hennes skönhet låter de brödet brännas vid, och när Ragnar frågar ut dem om denna fadäs, så berättar de om flickan de sett. Ragnar låter eftersända henne, men för att testa hennes list beordrar han att hon ska komma varken påklädd eller naken, varken hungrig eller mätt, varken ensam eller i sällskap. Kraka kommer då till honom iförd ett nät, med en lök i munnen och endast en hund som sällskap. Ragnar låter sig imponeras, och tar henne till sin hustru. De får sedan sönerna Ivar Benlös, Vitsärk och Ragnvald som då blir halvbröder med Ragnars äldste son Björn Järnsida.
När Ragnar besöker lydkonung Östen Beli, övertalar denne honom att överge Kraka och istället gifta sig med prinsessan Ingeborg. När han återkommer hem har tre fåglar redan avslöjat dessa planer för Kraka, som tillrättavisar honom och avslöjar sitt sanna ursprung. För att bevisa att hon är dotter till Sigurd, som dödat Fafner, berättar hon att hon ska föda ett barn med en orm avbildad i ögat. Detta visar sig stämma när hon föder Sigurd Ormiöga. När Östen får höra att Ragnar ändrat sig gör han uppror, men dräps av Ragnars och Krakas söner.
När Ragnar gör sig sin ödesdigra resa till England, lyssnar han inte på Krakas varningar om de dåliga förhållanden som råder ombord, och resan blir ett nederlag. När kung Ella av Northumbria kastar honom i en ormgrop skyddas han av en förtrollad tröja som Kraka sytt; först när tröjan avlägsnas kan ormarna döda Ragnar.

## Kung Heimer och Aslög
"Kung Heimer och Aslög" är titeln på en populär ballad med text av Frans Hedberg och musik komponerad 1870 för soloröst och orkester (piano) av August Söderman. Sången var ett av Jussi Björlings paradnummer.
August Malmströms målning från 1859 med samma titel anses vara konstnärens genombrott.